# Jerzy Turonek
Jerzy Turonek (biał. Юры Туронак, Jury Turonak; ur. 26 kwietnia 1929 w Duksztach, zm. 2 stycznia 2019 w Warszawie) – polski historyk białoruskiego pochodzenia, działacz białoruskiej mniejszości narodowej w Polsce, doktor historii.

## Życiorys
Urodził się 26 kwietnia w Duksztach, w powiecie święciańskim województwa wileńskiego w II Rzeczypospolitej, jako syn lekarza, białoruskiego działacza politycznego z ziem północno-wschodnich II Rzeczypospolitej, Bronisława Turonka. W 1952 roku skończył Szkołę Główną Planowania i Statystyki w Warszawie. Pracował w Polskiej Izbie Handlu Zagranicznego, gdzie zajmował się badaniami koniunktury międzynarodowego rynku chemii, a także w Europejskiej Komisji Gospodarczej w Genewie.
Od początku lat 60. XX wieku zajmował się badaniami historii: białoruskiego ruchu narodowego początku XX wieku, stosunków białorusko-polskich w XX wieku, historii Kościoła rzymskokatolickiego. W 1986 roku obronił w Warszawie doktorat na temat: Białoruś pod okupacją niemiecką.
Autor książek: Białoruskie szkolnictwo na Białostocczyźnie (1976), Wacław Iwanowski i odrodzenie Białorusi (Warszawa, 1992), Białoruś pod okupacją niemiecką (Warszawa, 1993), Książka białoruska w II Rzeczypospolitej 1921–1939 (Warszawa, 2000), Biełaruskaja kniga pad niamieckim kantrolem (1939–1944) (Mińsk, 2002), Ludzi SBM (2006). Jesienią 2006 roku jego wcześniejsze prace zostały przedrukowane w zbiorze Madernaja historyja Biełarusi. W marcu 2008 roku wydano na Białorusi książkę Białoruś pod okupacją niemiecką, w skład której weszło także opracowanie Ludzi SBM. Część nakładu została skonfiskowana przez pracowników białoruskiej milicji i KDB.

## Odznaczenia
- Medal 100-lecia Białoruskiej Republiki Ludowej – 2019, pośmiertnie[5]